# Chinland
Chinland, oficialmente Estado de Chinland, é um governo autônomo no Sudeste Asiático. O seu território reivindicado abrange o Estado Chin de Mianmar. Controla quase todo o Estado Chin, no oeste de Mianmar, ao longo das fronteiras com Bangladesh e a Índia. O Conselho de Chinland, a autoridade governante de Chinland, declarou que um dos seus principais objetivos é a formação de uma união federal, onde Chinland se tornará uma unidade federal autônoma dentro de um futuro Mianmar federal, uma vez derrubada a junta militar do Conselho Administrativo de Estado. 

## História

Áreas controladas por Chinland e aliados

O estado foi estabelecido após a ratificação da Constituição de Chinland em 6 de dezembro de 2023 pela Frente Nacional Chin e organizações da administração local, estabelecendo o Conselho de Chinland como seu órgão governante e mudando o antigo nome de Estado Chin para Chinland. A constituição visava criar um Estado-nação para o povo chin seguindo os princípios da autodeterminação com uma "visão federal conjunta", ou seja, uma abordagem de baixo para cima para o estabelecimento de uma futura união federal em Mianmar. 
O Conselho de Chinland, composto por 27 membros da Frente Nacional Chin, 14 deputados e 68 membros das administrações locais, recebeu o apoio de 14 das 17 organizações administrativas locais reconhecidas no Estado Chin, com exceção de Falam, Tedim e Mindat. 

## Governança
O governo de Chinland está dividido em três poderes - executivo, legislativo e judiciário - supervisionados pelo Conselho de Chinland, que deverá estabelecer totalmente os três ramos até janeiro de 2024. Espera-se que o executivo inclua 15 ministérios, entre os quais ministérios para a Defesa, Assuntos Internos, Relações Exteriores e Imigração.
A Constituição de Chinland também estabelece o Exército Nacional Chin como o único exército nacional do estado. No entanto, as administrações locais ainda mantêm as suas próprias forças armadas, a maioria delas como parte da Força de Defesa de Chinland e organizadas no Comitê Conjunto de Defesa de Chin.

### Divisões administrativas
As divisões municipais e regionais de Chinland são as seguintes:
- Daai
- Falam
- Hakha
- Hualngo
- Kanpetlet
- Lautu
- Matupi
- Mara
- Mindat
- Ngawn
- Paletwa
- Senthang
- Siyin
- Tedim
- Tonzang
- Thantlang
- Zanniat
- Zophei
- Zotung

## Situação
Embora afirmasse lutar por uma "união democrática federal", a constituição não aborda o estatuto de Chinland em relação a Mianmar, levando a especulações sobre um potencial separatismo. No entanto, a constituição do Conselho de Chinland afirma explicitamente que uma união federal é um dos seus principais objetivos e que o Conselho e o Governo de Chinland trabalharão em coordenação com o Governo de Unidade Nacional, o Conselho Consultivo de Unidade Nacional e outras "unidades federais". 
Além disso, alguns membros do anterior Conselho Consultivo Nacional Interino de Chin, criado em 2021, rejeitaram a autoridade do Conselho de Chinland, temendo que uma ratificação da constituição conduzisse à dissolução do mesmo.